# Afromorgus genieri
Afromorgus genieri is een keversoort uit de familie beenderknagers (Trogidae). De wetenschappelijke naam van de soort is voor het eerst geldig gepubliceerd in 1991 door Scholtz.